# Ягеллонський глобус
Ягеллонський глобус (лат. Globus Jagellonicus) — один з найстаріших у світі глобусів і, можливо, найстаріший, на який нанесені обриси Америки. Датується приблизно 1510 роком, закуплений був для Краківської обсерваторії наприкінці XVIII століття. Зберігається в Ягеллонському університеті Кракова. Вперше описаний наприкінці XIX століття польським ученим Тадеушем Ейстрехером. До створення Ягеллонського глобуса берега Америки на свої глобуси, мабуть, наносив Вальдзеємюллер, однак його ранні вироби не збереглися.